# История на евреите в Полша
История на евреите по полските земи – от появата на първите еврейски търговци и заселници до днес са минали повече от 1000 години. Този период включва различни етапи на религиозна толерантност от страна на полската държава и просперитет за полската еврейска общност, но и почти пълно изтребване (Холокоста), извършено на полските земи от немската държава по време на окупацията.
Още през XIII в. в Полша се появяват първите еврейски общности, а през следващите векове се увеличават значително, като се приемат евреите, изгонени от цяла Европа.

Крал Кажимеж III Велики е смятан за защитник на евреите в Полша. През 1334 г. Кажимеж Велики отнема немската юрисдикция върху еврейските общности и оттогава те са подчинени на Полша. Решението на Кажимеж Велики да защитава и пази евреите става повод Кралство Полша да се превърне в безопасен пристан за прокудените от цяла Европа евреи. От момента на възникването на Полското кралство, през създадената през 1569 г. Полско-Литовската държава (Държава на двата народа), чак до периода на военните неуспехи с въстанието на Хмелницки и Шведския потоп през XVII в., Полша е една от най-толерантните държави в Европа и става дом на една от най-големите и динамично развиващи се еврейски общности. Неслучайно Полша е наричана рай за евреите (на латински: paradisus ludaeorum), a краковският равин Моше Исерлес подчертава, че ако Бог не бе дал на евреите убежище в лицето на Полша, съдбата на Израел би била непоносимо тежка. Когато Полско-Литовският съюз започва да отслабва заради войните и религиозните конфликти (между протестанти и католическата контрареформация и между православието и брестката уния), намалява и полската толерантност. В резултат на това от втората половина на XVII в. ситуацията за полските евреи се влошава.  
Историята на евреите в Полша има повече от хилядолетна давност. Полската еврейска общност е най-засегнатата по време на Втората световна война, когато се създава и Варшавското гето. След войната, дори по време на комунистическа Полша, в страната продължават да действат обществени нагласи насочени срещу местната еврейска общност, в резултат на които избухва погрома в Келце и се въвеждат в употреба термини като жидокомуна.
Още от основаването на Кралство Полша през 1025 г. съществуват сведения за наличието на еврейско население в страната. Поради липса на достатъчно надеждни сведения за евреите по това време в Източна Европа (през 11 и 12 век в Киев има „Жидовская ворота“ с еврейски квартал) е изградена и алтернативна версия за произхода на тези евреи-ашкенази от редица изследователи, която е популяризирана най-вече от Артур Кьостлер. По принцип се смята, че евреите се установяват по полските земи в резултат на бягства от погромите по време на кръстоносните походи в Западна Европа и съседна Германия. Заради продължителната и толерантна религиозна политика на полските крале, въпреки съпротивата на шляхтата, в полските и литовски земи се струпва огромен брой еврейско население. Според някои източници, около 3/4 от всички евреи в света в средата на 16 век са живели в Полша. От 17 век насетне в резултат от реформацията, контрареформацията и религиозните войни в Европа и съседна Германия, религиозната толерантност спрямо евреите в Полша започва да се топи. След края на полската държавност, от 1795 г. насетне изчезва и понятието полски евреи, започвайки да си пробива път новото заместило го понятие руски евреи (виж история на евреите в Русия). След края на Първата световна война, в резултат от Версайската система от договори и успешната за поляците Съветско-полска война (1919 - 1921), се възстановява полската еврейска общност като център на Европейския еврейски свят и като една от най-големите еврейски общности с над 3 милиона евреи. Това отприщва антисемитизма освен в загубилите войната сили, така и в средите на полските управници, а полската еврейска общност се превръща в сериозен глобален проблем в междудържавните отношения в Европа и света в навечерието на Втората световна война.
По време на Втората световна война еврейското население на Полша е най-засегнато от Холокоста. Генерал-губернаторът на Полша по това време – Ханс Франк е сред главните обвиняеми на Нюрнбергския трибунал.
През 1795 г. след третата подялба на Полша, евреите, които я населяват, подобно на християнското население, са подчинени на държавите поробители. Условията за живот на еврейските общности се различават в зависимост от това, под чие владичество попадат. Ситуацията на евреите е изключително тежка в Руската империя, където се засилват антисемитските вълнения, а за еврейското население е определена ограничена линия на уседналост. През XIX в. настъпват големи промени – засилва се миграцията на евреите по големите градове, както и емиграцията извън Европа. Появява се организирана тенденция към асимилация и религиозна реформа на юдаизма, през 1812 г. (в Прусия) и 1822 г. (в Русия) са признати граждански права на евреите. Възникват еврейски политически формации – консервативни, социалистични и сионистични, част от еврейския пролерариат подкрепя комунизма.
В периода след Освобождението, Полша е населявана от повече от три милиона евреи, което е една от най-големите диаспори в света. Сериозен проблем представлява засилващият се антисемитизъм.
Малко след като Германия напада Полша, немците започват организирана акция за изтребване на еврейското население от Европа и Полша, известно като Холокост. В резултат на тези действия загиват над 90% от полските евреи. Голяма част от евреите се борят и загиват като офицери и войници от Полската войска в кампанията през 1939 г. и в други битки, а също и в Катин. Те са погребани в общи гробища с полските християни и мюсюлмани.
След войната около 180-240 хиляди от оцелелите емигрират от Полша към новосъздадените държави Израел, САЩ и Южна Америка. Голяма част от тези, които решават да останат, са принудени да емигрират по-късно през 60-те години, в резултат на антисемитската кампания (юни 1967, март 1968). През 1989 г., след падането на комунизма в Полша, ситуацията за евреите се нормализира, а тези, които са били полски граждани преди Втората световна война или са изгубили своето гражданство по времето на комунизма, получават възможност да възвърнат гражданството си.
Смята се, че полската еврейска общност наброява около 8 до 12 хиляди души, макар че броят на хората, които имат еврейски корени, но не са свързани с юдаизма или еврейската култура, може да бъде неколкократно по-голям.  
В следвоенния период, около 200 хил. оцелели полски евреи емигрират от комунистическата Народна република Полша в Израел или страните от Северна и Южна Америка. В края на 60-те години на 20 век в комунистическа Полша се развихря нова антисемитска кампания, в резултат на която следва нова емигрантска вълна. По време на военното положение в Полша също възникват антиеврейски настроения в страната. След падането на Желязната завеса и комунистическите режими в Източна Европа през 1989 г., новите демократични правителства на Полша възстановяват на всички полски евреи полското им гражданство отнето в годините преди и след Втората световна война. Дейността на еврейските религиозни институции на територията на Полша е възобновена, а в страната започват да оперират и осъществяват дейност многобройни еврейски фондации от САЩ.